# Annuario Pontificio

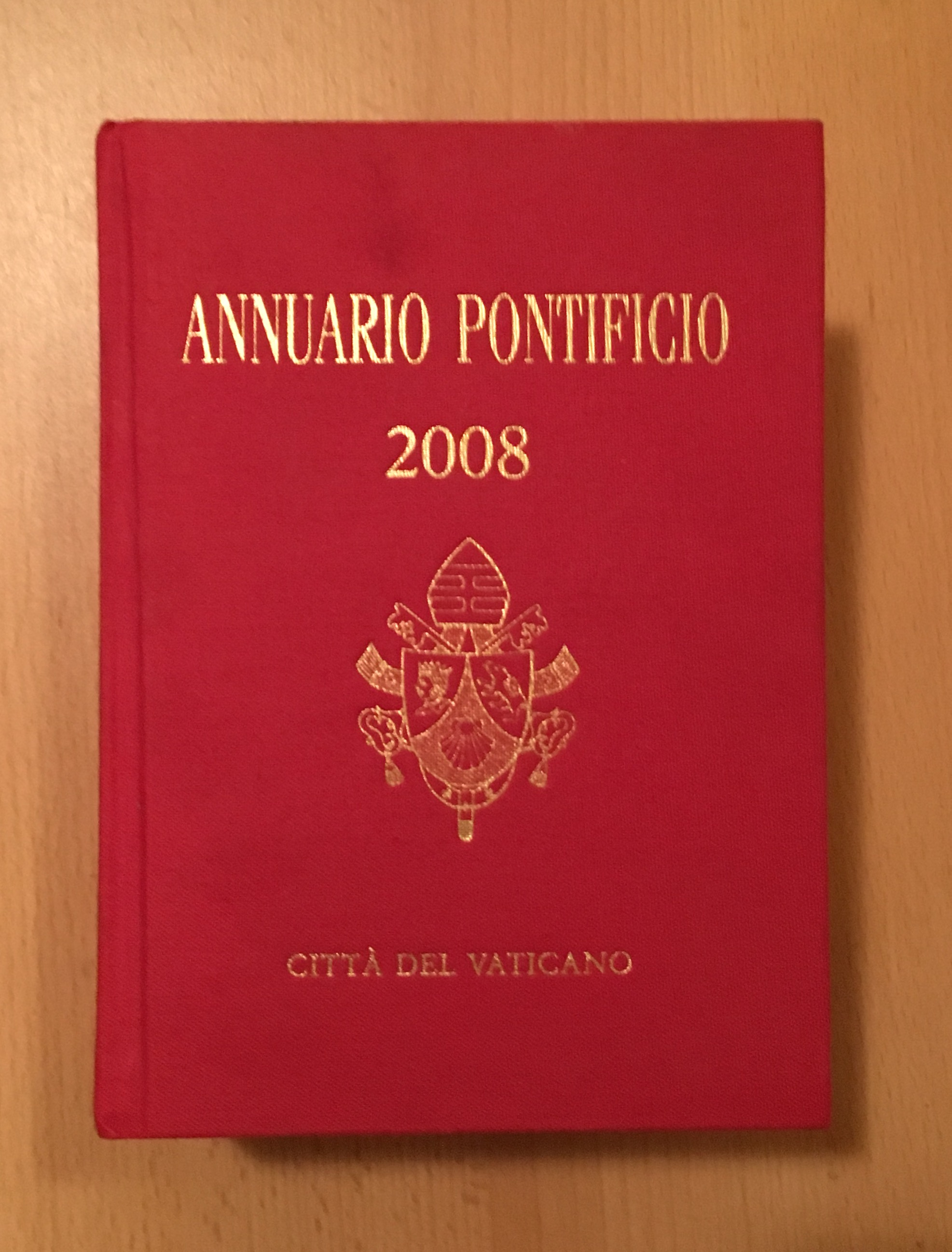
Annuario Pontificio (2008)

Het Annuario Pontificio (Italiaans voor Pauselijk Jaarboek) is het officiële jaarboek van de Heilige Stoel, die het sinds 1860 jaarlijks uitgeeft. Pas sinds 1912 verschijnt het onder deze naam. Voorheen heette het La Gerarchia Cattolica (1872-1911) en oorspronkelijk Ecclesia Catholica. Notizie (1860-1871). Het jaarboek verschijnt in het Italiaans.
Het Annuario Pontificio biedt naast een volledige lijst van pausen tot heden, volledige, bijgewerkte lijsten met contactgegevens van alle dignitarissen van de Heilige Stoel en de dicasterieën van de Curie. Voorts volledige, bijgewerkte lijsten, met contactgegevens, van alle kardinalen en katholieke bisschoppen ter wereld, van de bisdommen, vicariaten, exarchaten, prefecturen, Romeinse congregaties, religieuze orden en hun besturen, katholieke universiteiten, instituten en instellingen andere gegevens met betrekking tot de vele geledingen van de Katholieke Kerk wereldwijd.
Van wat sinds 1912 het Annuario Pontificio is, het befaamde in rood linnen gebonden jaarboek, verschenen vanaf de 18e eeuw verschillende voorlopers, officieus, half-officieel en officieel en onder verschillende namen.
Tot 1967 werden wapens van alle kardinalen van de katholieke Kerk - in kleur - in het Annuario opgenomen. De jongere uitgaven bevatten twee kleurplaten: als frontispice een kleurenfoto van de paus en na de pausenlijst, aan het begin van (it)  "La Gerarchia Catollica" ("de katholieke hiërarchie"), een afbeelding van zijn wapen.
Het nieuwe Annuario Pontificio wordt telkens in de eerste maanden van het jaar voorgesteld en bevat dan gegevens volledig bijgewerkt tot het einde van het voor-voorgaande jaar. Zo bijvoorbeeld zijn in het Annuario Pontificio 2008, dat einde februari 2008 aan de paus werd aangeboden, alle gegevens bijgewerkt tot einde 2006.
Het verschijnen van het nieuwe Annuario Pontificio, met telkens weer een schat aan gegevens, zorgt soms voor opmerkelijk nieuws. Zo bleef het niet onopgemerkt dat in de uitgave 2006 de paustitel "Patriarch van het Westen" was geschrapt.
Het Annuario Pontificio mag niet worden verward met het Annuarium Statisticum Ecclesiae, het statistisch jaarboek van de Kerk. Hoewel het vanzelf ook cijfermateriaal bevat, ligt in het Annuario Pontificio de nadruk op namen, biografieën en adressen: een veeleer kwalitatieve benadering. Het statistisch jaarboek daarentegen, biedt een kwantitatieve benadering van de Kerk in de verschillende landen en werelddelen, inbegrepen statistische tabellen en grafieken, die kwantitatieve vergelijkingen en ontwikkelingen tonen, met statistische analyse, zowel van het ogenblik als door de tijd beschreven.
In het Annuario Pontificio worden per (aarts)bisdom met residentie – in het Italiaans: sedi residenziali – volgende statistische gegevens vermeld: de oppervlakte (km²), het aantal parochies en quasi-parochies, het aantal kerken of missieposten, het aantal weldadigheidsinstellingen, het aantal onderwijsinstellingen, het aantal seculiere priesters die in het bisdom wonen, het aantal diocesane priesters gedurende het jaar gewijd, het aantal reguliere priesters die in het bisdom wonen, het aantal reguliere priesters gedurende het jaar gewijd, het aantal permanente diakens, het aantal seminaristen die de opleiding in de wijsbegeerte en de godgeleerdheid volgen, het aantal leden van religieuze instituten voor mannen, het aantal leden van religieuze instituten voor vrouwen, het bevolkingsaantal van het bisdom, het aantal katholieken, het aantal doopsels.
Van paus Johannes Paulus I is bekend dat hij in zijn toespraak tot het College van Kardinalen op 30 augustus 1978, in afwijking van wat in zijn spreektekst stond, zei dat hij niets wist van de Romeinse Curie en dat het eerste wat hij deed als paus was het bestuderen van het Annuario Pontificio om te bezien hoe de Curie functioneerde.

## Hoofdindeling
De hoofdindeling van het Annuario ziet er zo uit:
- Sacro Collegio (Heilig College van Kardinalen)
- Sedi residenziali (Residentiële zetels)
- Sedi titolari (Titulaire zetels)
- Prelature et Abbazie (Prelaturen en abdijen)
- Distrib. geogr. (Geografische spreiding)
- Segreteria Stato (Staatssecretariaat)
- Congregazioni (Congregaties)
- Tribunali (Rechtbanken)
- Segretariata (Secretariaten)
- Commissioni (Raden en Commissies)
- Uffici (Officies)
- Amministrazioni Palatine (Palatijnse Administratie)
- Rappresentanze (Vertegenwoordigingen)
- S.C.V. (Vaticaanstad)
- Vicar. di Roma (Vicariaat Rome)
- Istituti Religiosi (Religieuze Instituten)
- Istituz. culturali (Culturele Instituten)
- Note storiche (Noten)
- Elenchi ed indici (Lijsten en klappers)